# Kalkulatorische Miete
Kalkulatorische Mieten und Pachten sind im Rechnungswesen ein Teil der kalkulatorischen Kosten, der die Nutzung des Sachanlagevermögens betrifft.

## Allgemeines
Es gibt Kostenarten im Unternehmen, die nicht als Aufwand (pagatorische Kosten) in der Gewinn- und Verlustrechnung erscheinen, aber dennoch bei der Kalkulation in der Kostenrechnung berücksichtigt werden müssen. Diese Zusatzkosten werden in der unternehmensinternen Preiskalkulation verwendet, damit sie die Selbstkosten der Kostenträger mit dem effektiven Werteverzehr belasten. Zu diesen kalkulatorischen Kosten gehören im Einzelnen Abschreibungen, Zinsen, Mieten, Unternehmerlohn und Wagnisse.

## Mieten und Pachten
Dem Unternehmen oder Unternehmer gehörende Produktionsstätten, Lagerhallen oder Verwaltungsgebäude würden Miet- oder Pachtzins kosten, wenn sie von Dritten gemietet oder gepachtet wären. Sind eigengenutzte Gebäude bereits abgeschrieben, fehlt trotz weiterer Nutzung ein entsprechender Aufwand. Um diese Verzerrungen zu eliminieren, werden Mieten und Pachten in der Finanzbuchhaltung mit kalkuliert.
Die kalkulatorische Miete oder Pacht wird bei Einzelunternehmern und Personengesellschaften auf die Betriebsteile veranschlagt, die betrieblich genutzt werden, sich aber im Privatvermögen des Unternehmers befinden oder bereits abgeschrieben sind. Die kalkulatorische Miete/Pacht kann in bestimmten Fällen auch bei Kapitalgesellschaften anfallen, beispielsweise wenn ein Gesellschafter unentgeltlich eigenes Anlagevermögen zur Verfügung stellt. Würde er hierfür jedoch Mieten vereinnahmen, so läge keine kalkulatorische Miete, sondern tatsächliche Miete oder Leasing vor, welche als Grundkosten behandelt werden. Zur Ermittlung der kalkulatorischen Miete/Pacht wird häufig der Aufwand, der durch eine Fremdmiete vergleichbarer Gebäude/Sachen entstehen würde, herangezogen (z. B. anhand eines Mietspiegels oder die ortsübliche Miete). Wird kalkulatorische Miete oder Pacht für die Preiskalkulation berücksichtigt, dürfen gleichzeitig keine kalkulatorischen oder pagatorischen Abschreibungen für dieselben Objekte vorgenommen werden.

## Betriebswirtschaftliche Aspekte
Kalkulatorische Kosten werden zwar in der Kostenrechnung verrechnet und gehen auch in das Betriebsergebnis ein, wirken sich jedoch im externen handelsrechtlichen Jahresabschluss nicht aus und sind dort deshalb nicht erkennbar. Die interne Preiskalkulation richtet sich nicht nach dem handelsrechtlichen pagatorischen Ergebnis, sondern nach dem Ergebnis der Finanzbuchhaltung, wo die kalkulatorischen Kosten erfasst werden. Die Preisuntergrenze würde zu niedrig kalkuliert, wenn auf die Einbeziehung der kalkulatorischen Mieten und Pachten verzichtet wird. Die interne Preiskalkulation liefert durch ihre Einbeziehung den Preis, den ein Unternehmen am Markt für seine Produkte oder Dienstleistungen idealerweise verlangen müsste. Ist dieser Preis aus Wettbewerbsgründen nicht erzielbar, muss der konkurrenzfähige Preis ausgewählt werden. Kalkulatorische Kosten sollen eine faire, vergleichbare Kostenstruktur im Rahmen einer Profitcenter-Rechnung erzeugen.